# فاتروشكا
الفَترُشْكَة (بالبيلاروسية والروسية والأوكرانية: ватрушка) نوعٌ من معجنات البيروك الشرق أورُبّية ذات شكل حلقي مع حشوة من جبن الكوارك في الوسط مع إضافة الزبيب أحياناً أو قطع الفاكهة. الحجم الأكثر شيوعاً لهذه المعجنات هو 12 سنتيمتر في القطر، ولكن توجد أنواع أكبر حجماً. عادةً ما يتم إعداد الفَترُشكة باستخدام عجينة خبز مخمرة وحلوة. الأنواع غير المالحة تُحضر باستخدام عجينة مخمرة غير حلوة مع إضافة البصل إلى الحشوة.
أصل الكلمة غير مؤكد. وهناك فرضية منتشرة تستمد الاسم من كلمة «فاترا» (vatra) التي تعني «النار» في بعض اللغات السلافية. الفرضيات البديلة تعيد أصل الكلمة إما إلى الفعل «تريت» (тереть) والذي يعني لـ«فرك» أو لـ«طحن»، أو إلى المصطلح «تفورك» (творог) والذي يعني جبن الكوارك.